# Denali Borough
Denali Borough ist ein Borough (Verwaltungsbezirk) im Bundesstaat Alaska in den Vereinigten Staaten. Borough Seat (Verwaltungssitz) ist Healy. Das U.S. Census Bureau hat bei der Volkszählung 2020 eine Einwohnerzahl von 1.619 ermittelt.

## Geografie
Der Denali Borough liegt 400 Kilometer nördlich von Anchorage und 180 Kilometer südlich von Fairbanks.
Der Borough hat eine Gesamtfläche von 33.086 Quadratkilometern, wovon 33.032 Quadratkilometer auf Land- und 64 Quadratkilometer (0,19 Prozent) auf Wasserflächen entfallen. Im Borough liegt der Denali (Mount McKinley), der mit 6194 Metern der höchste Berg Nordamerikas ist und sich auf dem Gebiet des Denali-Nationalparks befindet.

## Geschichte
Das Borough wurde am 7. Dezember 1990 gegründet. Denali kommt aus der Sprache der Tanana und ist ihr Name für den früheren Mount McKinley. Das Wort bedeutet „der Große“ oder „der Hohe“.

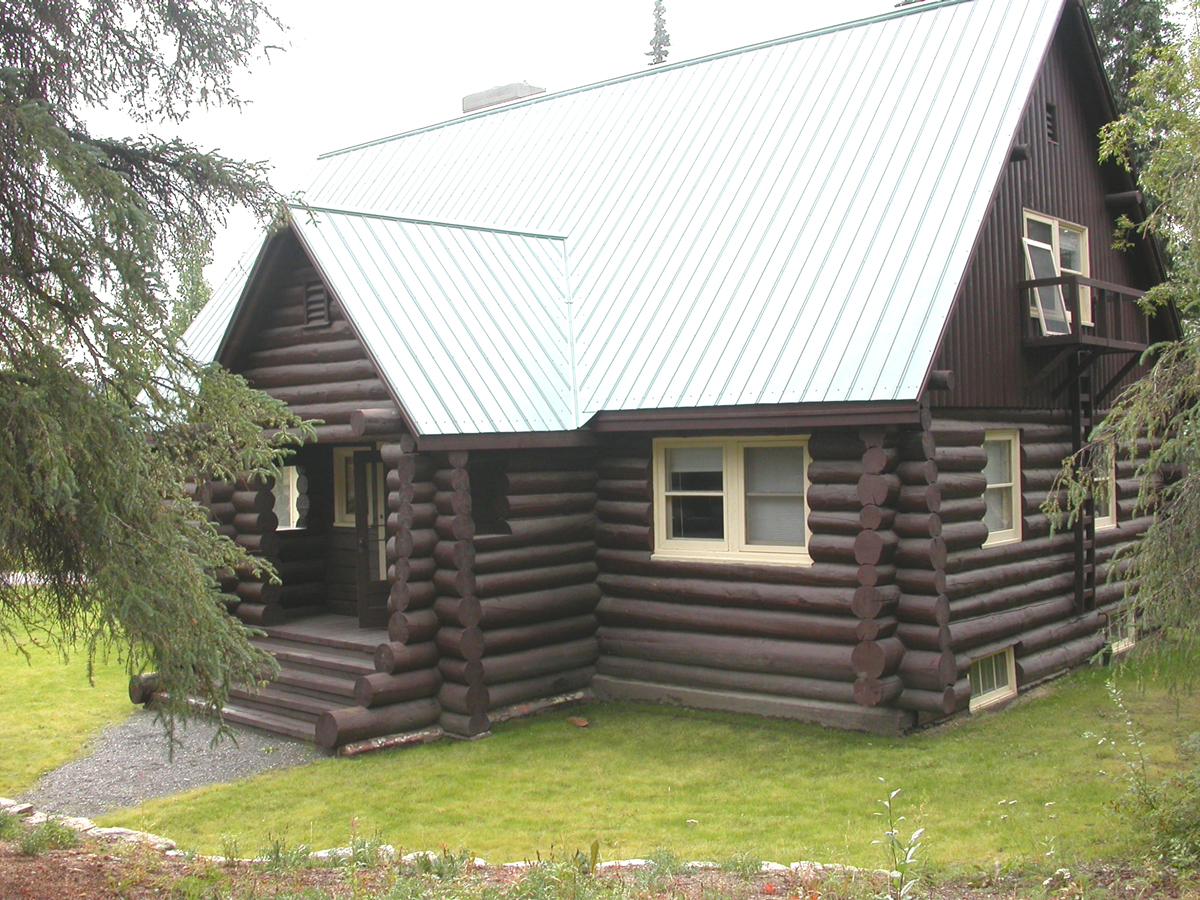
Leitungsgebäude im Mount McKinley National Park Headquarters District, der seit Oktober 1987 im NRHP eingetragen ist.

20 Bauwerke, Stätten und historische Bezirke (Historic Districts) im Borough sind im National Register of Historic Places („Nationales Verzeichnis historischer Orte“; NRHP) eingetragen (Stand 31. Januar 2022), darunter hat die Dry Creek Archeological Site Status eines National Historic Landmarks.

### Nachbar-Boroughs und Census Areas
- Yukon-Koyukuk Census Area, Westen/Norden
- Fairbanks North Star Borough, Nordosten
- Southeast Fairbanks Census Area, Osten
- Matanuska-Susitna Borough, Süden

## Demografie
Zum Zeitpunkt der Volkszählung im Jahr 2000 hatte der Borough 1.893 Einwohner auf einer Landfläche von 33.032 Quadratkilometern. Das Medianalter betrug 37,6 Jahre (nationaler Durchschnitt der USA: 35,3 Jahre). Das Pro-Kopf-Einkommen lag bei 26,251 US-Dollar (nationaler Durchschnitt der USA: 21,587 US-Dollar). 7,9 Prozent der Einwohner lagen mit ihrem Einkommen unter der Armutsgrenze (nationaler Durchschnitt der USA: 12,4 Prozent). Zum Zeitpunkt der Volkszählung im Jahr 2010 hatte der Borough 1826 Einwohner.

## Städte und Orte
Im Denali Borough befindet sich eine City (Gemeinde) sowie 4 Census-designated places (gemeindefreie Gebiete) (Stand 2020).

### Cities
- Anderson

### Census-designated places (CDPs)
- Cantwell
- Denali Park
- Ferry
- Healy